# Barra Pesada
Barra Pesada é um filme brasileiro de 1977 do gênero policial, dirigido por Reginaldo Faria, com roteiro baseado em livro de Plínio Marcos e com trilha sonora de Edu Lobo.

## Sinopse
É um retrato cruel do submundo carioca. Jovem marginal do Rio de Janeiro se envolve com informantes da polícia, que o obrigam a dividir com eles o produto dos roubos que realiza.

## Elenco
- Stepan Nercessian.... Queró
- Cosme dos Santos.... Negritinho
- Kátia D'Ângelo.... Ana
- Milton Moraes.... Florindo
- Ivan Cândido.... Comissário
- Ítala Nandi.... mãe de Queró
- Lutero Luiz.... Guegué
- Haroldo de Oliveira.... Chupim
- Rui Resende.... Tainha
- Wilson Grey.... Teleco
- Elza Gomes.... Quita
- Reginaldo Faria .... Cafetão
- Mário Petraglia .... Dono do carro roubada
- Catalina Bonaky.... Velhinha da pensão

## Principais prêmios e indicações
Festival de Gramado 1978
- Venceu nas categorias de melhor atriz (Kátia D'Ângelo), melhor ator coadjuvente (Ivan Cândido e Milton Moraes) e melhor trilha sonora.
- Indicado na categoria de melhor filme.

Troféu APCA 1979
- Venceu na categoria de melhor montagem.